# 12583 Buckjean
12583 Buckjean (1999 RC35) là một tiểu hành tinh vành đai chính được phát hiện ngày 11 tháng 9 năm 1999 bởi D. K. Chesney ở High Point.